# Effiat
Effiat is een gemeente in het Franse departement Puy-de-Dôme (regio Auvergne-Rhône-Alpes) en telt 744 inwoners (1999). De plaats maakt deel uit van het arrondissement Riom.
Tijdens het ancien régime was hier een koninklijke militaire school.
Historische monumenten in de gemeente zijn:
- Château d'Effiat (zeventiende eeuw);
- Kerk Saint-Blaise (zeventiende eeuw);
- Hospice (gasthuis, zeventiende eeuw);
- Château de Denone (zestiende eeuw).

## Geografie
De oppervlakte van Effiat bedraagt 19,7 km², de bevolkingsdichtheid is 37,8 inwoners per km².
De onderstaande kaart toont de ligging van Effiat met de belangrijkste infrastructuur en aangrenzende gemeenten.

## Demografie
Onderstaande figuur toont het verloop van het inwonertal (bron: INSEE-tellingen).